# فریدون احمدی
فریدون احمدی (زاده ۱۳۴۶ - زنجان)     نمایندهٔ دورهٔ دهم از حوزهٔ انتخابیهٔ زنجان و طارم در استان زنجان است که در انتخابات مجلس بدون فهرست ظاهر شد و وی با کسب ۴۴٬۳۰۳ رای از مجموع ۱۱۵٬۵۷۴ رای معادل ۳۸٫۳۳٪ درصد آرا در دور دوم به مجلس راه پیدا کرد.
وی به اتهام معاونت در اخلال در نظام توزیع نیازمندی‌های عمومی از طریق تسهیل در وقوع جرم (در ایجاد انحصار) در پرونده فساد خودرویی به ۶۱ ماه حبس محکوم شدو پس از سه ماه تبرئه گردید.